# Единый учебник истории

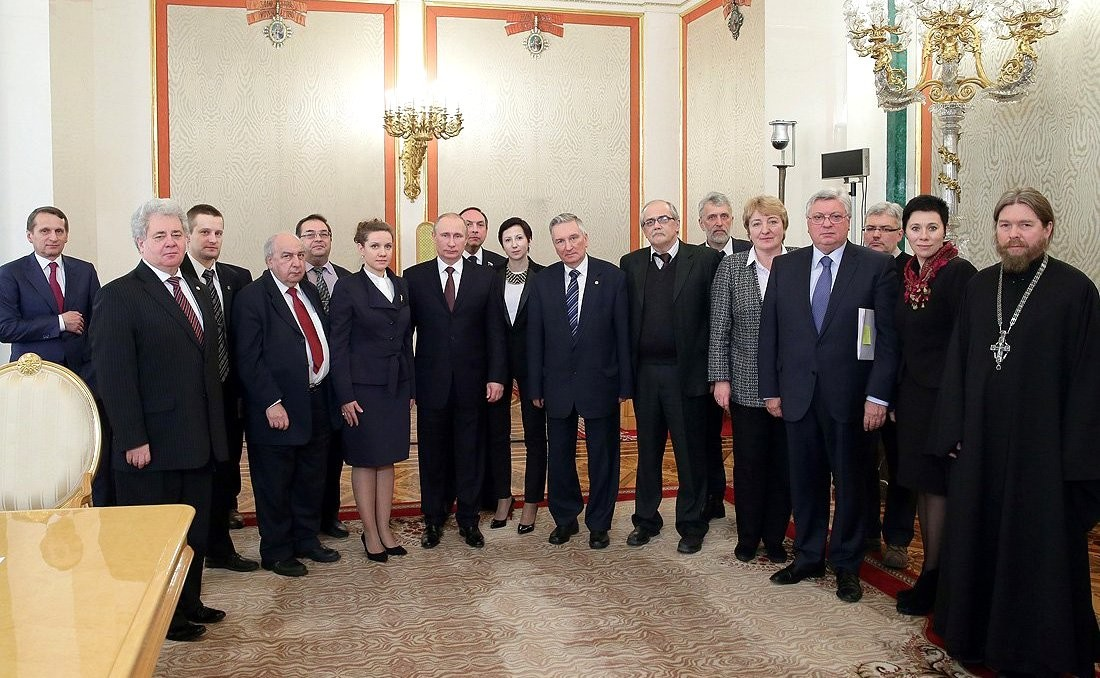
Владимир Путин на встрече с авторами концепции нового учебника истории 16 января 2014 года

Еди́ный уче́бник исто́рии — инициатива создания единой линейки учебников истории России для средней школы, с которой в начале 2013 года выступил президент России В. В. Путин. Изучение российской истории в школах по учебникам, переформатированным под новый историко-культурный стандарт, было начато в 2016/2017 учебном году. На 2022 год к использованию в школах одобрены три разные линейки учебников истории от трёх разных издательств.
7 августа 2023 года на конференции ТАСС Владимиром Мединским был представлен новый единый государственный учебник по всемирной истории и истории России для 10—11 классов.

## Работа над концепцией
Идея создания единых учебников истории России для средней школы, которые будут лишены внутренних противоречий и двойных толкований, была высказана Путиным 19 февраля 2013 года на заседании Совета по межнациональным отношениям.
25 апреля в ходе «Прямой линии с Владимиром Путиным» президент подтвердил свою позицию, сказав, что учебники истории должны основываться на единой концепции и логике непрерывной российской истории и предлагать официальную оценку исторических событий, воспитывая уважение «ко всем страницам нашего прошлого».
Работа в этом направлении была поручена созданному в 2012 году Российскому историческому обществу (РИО) под руководством председателя Государственной думы С. Е. Нарышкина.
При участии Российского исторического общества был выработан и прошёл общественное обсуждение Единый историко-культурный стандарт. После его утверждения в 2014 году был объявлен конкурс для издательств по разработке линейки школьных учебников на основе Единого историко-культурного стандарта.
В начале июня 2014 года (то есть после аннексии Крыма Россией) Владимир Путин поручил правительству совместно с Российским историческим обществом дополнить концепцию нового учебника сведениями о роли Крыма и Севастополя в судьбе Российской империи, СССР и современной России.

## Аргументы в пользу концепции
Обосновывая своё предложение, Владимир Путин отметил, что без единого учебника отечественной истории российские «молодые люди не понимают, в какой стране они живут, и не чувствуют связи с предыдущими поколениями» — в частности, недооценивают подвиг ветеранов Великой Отечественной войны; при этом существовавшее разнообразие учебников (до 65 наименований для 10-х классов) президент назвал избыточным. Единая линейка учебников позволяет продемонстрировать непрерывность российской истории, показать, что «судьба России создавалась единением разных народов, традиций и культур».
Руководитель Администрации президента РФ С. Б. Иванов на заседании Российского исторического общества, посвящённом началу работы над учебником, отметил, что сложившаяся подача исторических знаний в школах приводит к тому, что «дети зачастую просто не понимают, о чём идёт речь».

## Критика
Комитет гражданских инициатив в мае 2013 года в своём заявлении, которое также подписали многочисленные специалисты-историки, выразил обеспокоенность кампанией по внедрению единого общенационального учебника истории для школьников, составленного «в рамках единой концепции» и избавленного от «внутренних противоречий и двойных толкований», и назвал эту задачу в принципе невыполнимой, поскольку с позиций современной исторической науки никакой «исторический факт» не может существовать и осмысляться в отрыве от различных и подчас противоречащих друг другу оценок, и только знакомство с многомерной и сложной историей формирует активного и ответственного гражданина. В ином случае история превращается в перечень фактов или в идеологическую доктрину, «героический национальный миф».
Ещё одна группа историков и преподавателей истории в мае 2014 года обратилась к авторам школьных учебников и к академическим историкам с призывом бойкотировать конкурс по созданию единого учебника отечественной истории, поскольку цель такого конкурса, по их мнению, состояла в создании «фальсифицированной, но „идеологически правильной“ версии российской истории».
В июле 2013 года журналисты газеты «Известия» Анжелика Кутний и Юлия Цой, ознакомившиеся с проектом концепции, отмечали, что «эксперты нашли в документе множество фактических ошибок и плагиата».
Депутат Думы Нижнего Новгорода, директор средней школы № 91 Нижнего Новгорода И. М. Богданов заявлял, что у каждого региона России должен быть свой учебник истории.
В интервью телеканалу «Россия-24» доктор исторических наук И. Н. Данилевский заявлял, что единого учебника быть не может, так как история всегда субъективна.
Итальянский историк Карло Гинзбург в интервью корреспондентам интернет-издания Meduza Илье Жегулёву и Ляле Кандауровой называл напрасными попытки взятия прошлого под контроль в обществе, где есть Интернет. «…Сама идея исторической правды, которую я поддерживаю и которой предан, подразумевает, что эта правда может быть оспорена, а подобная опровержимая правда противоречит идее „единого учебника“».
Проф. В. В. Бабашкин вспоминал в 2018 году о школьном учебнике русской истории для средних школ, созданном «в результате долголетней педагогической деятельности выдающимся представителем государственной школы в отечественной историографии С.Ф. Платоновым. Изданный двумя частями в  1909–1910 годах, он сразу и заслуженно стал самым популярным школьным учебником истории в России. Наверное, он сложноват для школьников нынешнего «поколения ЕГЭ», но написан таким хорошим языком и настолько качественно с научной точки зрения, что не удержусь и выскажу крамольную мысль. Зачем было затевать всю эту чехарду с тремя линейками единого школьного учебника, если можно было просто переиздать этот великолепный труд, закрывающий главные сюжеты отечественной истории по эпоху Александра III включительно?»

## Итог работы
Изучение российской истории в школах по учебникам, переформатированным под новый историко-культурный стандарт, было начато в 2016/2017 учебном году. К использованию в школах были одобрены три линейки новых учебников по истории, подготовленных издательствами «Просвещение», «Русское слово» и «Дрофа».